# Gare de Cordemais
Gare de Cordemais vasútállomás Franciaországban, Cordemais településen.

## Vasútvonalak
Az állomást az alábbi vasútvonalak érintik:
- Tours–Saint-Nazaire-vasútvonal

## Kapcsolódó állomások
A vasútállomáshoz az alábbi állomások vannak a legközelebb:
- Gare de Savenay (Gare de Saint-Nazaire, Tours–Saint-Nazaire-vasútvonal)
- Gare de Saint-Étienne-de-Montluc (Gare de Tours, Tours–Saint-Nazaire-vasútvonal)